# Pierre Boullé
 (octobre 2022).
Si vous disposez d'ouvrages ou d'articles de référence ou si vous connaissez des sites web de qualité traitant du thème abordé ici, merci de compléter l'article en donnant les références utiles à sa vérifiabilité et en les liant à la section « Notes et références ».
Pour les articles homonymes, voir Boullé.
Pierre Boullé est un journaliste français.
Homme de presse atypique, il s'occupe du journal Le Publicateur libre.